# Berdítxiv
Berdítxiv (ucraïnès: Бердичів, polonès: Berdyczów, rus: Берди́чев, translit. Berdítxev) és una ciutat d'importància regional del nord d'Ucraïna. És una ciutat històrica situada en la Província de Jitómir.

## Història
En 1410 el Gran Duc de Lituània Vitautas el Gran concedeix els drets sobre l'àrea a Kalinik, el procurador de Putivl i Zvenígorod. Es creu que un servent seu, anomenat Bérditx, hauria creat un khútor (un petit assentament cosac) en el lloc. A partir del nom d'aquest servent és d'on l'etimologia popular fa derivar el nom la ciutat. Ara bé, segons alguns filòlegs i investigadors, el nom procedeix de la paraula eslava «бердо» (translit. berdo, 'cingle'). D'altres l'entronquen amb la paraula «берда» (translit. berda, 'destral de guerra dels eslaus'). És per això que l'escut modern de Berdítxiv representa una destral de guerra i el caduceu del déu del comerç Mercuri, com a símbol d'un passat en què la ciutat fou un important centre comercial. Hi ha historiadors que lliguen la procedència del nom de la ciutat a la tribu turquesa dels berendeus que, en temps de la Rus de Kíev, van començar a fer una vida seminòmada i dels quals les cròniques ja mencionen algun assentament.
En 1483 els tàtars de Crimea van destruir l'assentament. En 1546, durant la partició del Ducat entre Lituània i Polònia, la regió va ser inclosa com una propietat del magnat lituà (Tyszkiewicz). D'acord amb la Unió de Lublin de 1569, la Volínia (regió històrica a la qual pertanyia Berdýchiv), constituïa una província de la Mancomunitat de Polònia i Lituània.
Entre 1627 i 1642 es construeix el convent fortíficat de les monges Carmelites, sota l'auspici de Janusz Tyszkiewicz Łohojski, sent capturat i saquejat pels cosacs de Bohdan Khmelnitski en 1647. Finalment, va ser suprimit en 1864.
En 1764, Kazimierz Pułaski va defensar la ciutat amb els seus 700 homes, sent envoltat per l'exèrcit real rus, durant la Confederació de Bar. En aquells anys la ciutat havia experimentat un ràpid desenvolupament després que el rei Estanislau August II Poniatowski, sota la pressió de la família Radziwiłł, li concedís l'inusual dret d'organitzar 10 fires a l'any. Això va convertir a Berdítxiv en un dels principals centres de comerç i finances de la Mancomunitat Lituana-Polonesa, i més tard de l'Imperi Rus.
A finals del segle xviii, Berdychiv va esdevenir un important centre del hassidisme. A mesura que la ciutat creixia, diversos erudits coneguts van servir com rabins en aquell indret, incloent a: Lieber el Gran, Josep el Harif, i el Tzadik Levi Yitzkhok de Berdítxiv (l'autor de l'obra Kedushat Levi), qui va viure, i va ensenyar allà fins a la seva mort en 1809.
A partir de 1850 l'activitat bancària i financera va ser traslladada de Berdítxiv a Odessa (una important ciutat portuària del Mar Negre) i la ciutat va caure en un període de decadència i empobriment.
Durant la Segona Guerra Mundial, en 1941, després de la invasió alemanya a la Unió Soviètica, la ciutat va ser ocupada per les tropes nazis. Establint-se a la ciutat una unitat d'extermini (Einsatzgruppen), instituint a continuació un gueto per recloure a la població jueva supervivent. Aquest gueto va ser liquidat pocs mesos després, a l'octubre de 1941, sent assassinats uns 20.000 o 30.000 jueus.

## Demografia
En termes generals, l'evolució de la població de la ciutat mostra un progressiu increment demogràfic fins a 1989. A partir de llavors la ciutat, la població de la ciutat va començar a decréixer. Si bé, històricament era una ciutat amb una alta concentració de població jueva, aquesta fou gairebé exterminada durant l'Holocaust. Aquest volum es va recuperar en part després de la guerra, però a partir de 1991, amb la caiguda de la Unió Soviètica, la major part dels jueus de Berdítxiv van emigrar a Israel.

### Evolució de la població

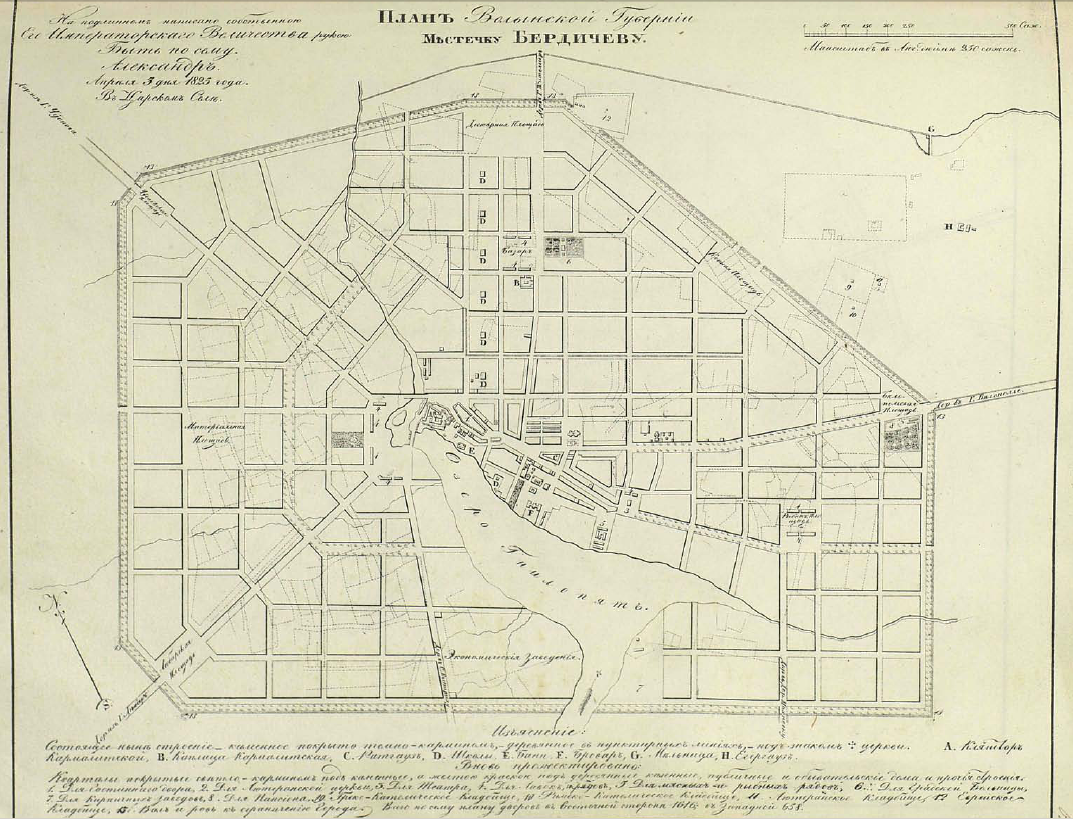
Plànol de la ciutat de 1825.

- 1847: ? (23.160 jueus)
- 1867:	52.563 (41.617 jueus)
- 1926:	55.417 (30.812 jueus)
- 1946: ? (6.000 jueus)
- 1972: 77.000 (15.000 jueus)
- 1989: 92.000 (? jueus)
- 2001: 88.000 (1.000 jueus]

### Dinàmica dels grups nacionals més nombrosos durant el s. XX
|            | 1926   | 1939   | 1959   | 2001   |
| ucraïnesos | 26,4 % | 42,1 % | 56,2 % | 84,8 % |
| russos     | 8,1 %  | 8,7 %  | 18,6 % | ≈9,5 % |
| polonesos  | 8,5 %  | 10,1 % | 11,7 % | ≈5,0 % |
| jueus      | 55,5 % | 37,5 % | 11,8 % | ≈0,5 % |

## Fills il·lustres i curiositats
- Els escriptors Joseph Conrad i Vassili Grossman van néixer en aquesta ciutat.
- Honoré de Balzac s'hi va casar amb Ewelina Hańska.
- El compositor Victor Aronovich Belij (1904-1983), van néixer en aquesta ciutat
- Sergey Anatolyevich Vilensch va néixer aquí el 1975. És un empresari rus, cap del holding De Transport Del Grup De Recursos.[8]
- El criminal de guerra nazi John Demjanjuk va néixer aquí el 1920.[9]